# Science Fell in Love, So I Tried to Prove it
Science Fell in Love, So I Tried to Prove it (理系が恋に落ちたので証明してみた。, Rikei ga koi ni ochita no de shōmei shite mita., litt. « J'ai tenté de prouver que la science était tombée amoureuse. »), abrégée RikeKoi (リケ恋), est une série de manga écrite et dessinée par Alifred Yamamoto. L'histoire dépeint la comédie romantique entre les deux protagonistes qui s'aiment et tentent d'analyser d'un point de vue psychologique la « vision de l'amour ». Le manga est lancé dans le webzine Comic Meteor (ja) de Flex Comix (ja) en mai 2016.
Deux adaptations en prise de vues réelles ont été produites : un drama de 4 épisodes diffusé entre le 1er et le 24 septembre 2018, et un film sorti le 1er février 2019.
Une adaptation en une série télévisée d'animation par le studio Zero-G est diffusée pour la première fois au Japon le 11 janvier 2020,. Une seconde saison, sous-titrée « Heart » (stylisé [r=1-sinθ] et lu ハート, Hāto, de l'anglais pour « cœur »), est diffusée depuis le 2 avril 2022.

## Intrigue
Un beau jour dans la meilleure institution de recherches du Japon, la faculté d'ingénierie de l'Université de Saitama, le chercheur en 1re année du laboratoire Ikeda, Shinya Yukimura, annonce à sa collègue Ayame Himuro partager ses sentiments.
Convaincus que tout problème peut être expliqué par les mathématiques et la science, les deux scientifiques se lancent alors dans des recherches et expériences impliquant des membres d'autres laboratoires, afin de mesurer (et appréhender) leurs sentiments amoureux.

## Personnages

### Principaux
Shinya Yukimura (雪村心夜, Yukimura Shinya)
Voix japonaise : Yūma Uchida (ja),
Le protagoniste masculin de l'histoire.
Membre doctorant en 1re année du laboratoire Ikeda à l'université de Saitama, il tente de déterminer avec sa collègue Himuro si l'amour peut être objectivement quantifiable et défini par le biais de la science.
Scientifique brillant par son intelligence pure et son sang-froid, ainsi que son rationalisme convaincu néanmoins exempt d'intelligence sociale, insensible à ce qui est « irrationnel » il rejette tout élément ou explication qui ne serait pas étayé par des faits objectifs ou des preuves scientifiques. Plus soucieux de l'efficacité que du plaisir de manger en lui-même, durant son travail il ne s'embarrasse pas de détails sur son alimentation et a tendance à privilégier ce qui peut s’ingérer facilement tout en stimulant suffisamment son cerveau, par exemple les barres énergétiques.
N'en ayant aucune preuve empirique, il ignore s'il ressent ou non de l'amour pour Himuro au début de l'histoire.
Ayame Himuro (氷室菖蒲, Himuro Ayame)
Voix japonaise : Sora Amamiya
La protagoniste féminine de l'histoire.
Membre doctorante en 1re année du laboratoire Ikeda à l'université de Saitama, elle tente de déterminer avec son collègue Yukimura si l'amour peut être objectivement quantifiable et défini par le biais de la science.
Bien qu'aucun des deux concernés ne s'en soit rendu compte, Yukimura et elle s'étaient déjà rencontrés dans leur enfance : alors qu'elle était — elle aussi — une petite intello persécutée par ses propres condisciples, ce qu'elle vivait toutefois mal (contrairement à lui, qui indifférent à ses bourreaux), et ne prenait pas soin de son apparence, Yukimura aura bouleversé son existence en encourageant son intelligence ainsi que sa curiosité scientifique, l'amenant à devenir la superbe femme et scientifique (reconnaissante envers « ce garçon de l'époque ») qu'elle est devenue.
Bien qu'elle n'en ait aucune preuve empirique ni rationnelle, elle pense être amoureuse de lui au début de l'histoire.

### Secondaires

#### Université de Saitama

##### LaboratoireIkeda
Kotonoha Kanade (奏言葉, Kanade Kotonoha)
Voix japonaise : Natsuko Hara (ja)
La cadette et nouvelle venue du laboratoire Ikeda.
Comparée à ses collègues, intellectuels excentriques et asociaux, elle apparaît comme une fille ordinaire à la limite du banal, qui par normalité s'étonne régulièrement de son décalage social avec ses aînés.
Ena Ibarada (棘田恵那, Ibarada Ena)
Voix japonaise : Nichika Ōmori (ja)
L’aînée minuscule et amie d'enfance de Kosuke.
Visiblement dotée d'un quotient intellectuel supérieur, son génie ainsi que son efficacité lui permettraient apparemment — sans que cela ne dérange leur chef — de dormir ou paresser dans l'espace détente de leur laboratoire, aimant grignoter en s'adonnant aux jeux vidéo (souvent, avec plusieurs consoles et jeux en même temps). Lorsque l'occasion se présente, elle aime également taquiner ses collègues, plus particulièrement Kosuke.
Très petite et peu développée physiquement, mais très féminine et pourvue d'une chevelure lui arrivant jusqu'aux fesses, elle s'habille sous sa blouse blanche de tenues élégantes et séduisantes à base de robes, de dentelle et de collants.
Kosuke Inukai (犬飼虎輔, Inukai Kosuke)
Voix japonaise : Jun Fukushima (ja)
Cadet et ami d'enfance d'Ibarada.
Contrairement à ses collègues, il est sportif, parfois tire-au-flanc et moins intellectuel qu'eux, mais possède tout de même une certaine intelligence sociale, notamment le sens de l'humour. Il partage également l'intérêt vidéoludique de son amie, étant lui-même un passionné de jeux de drague dont son préféré, où l'héroïne (qu'il prétend aimer et traite comme sa compagne) ressemble sur certains points à Ibarada.
Dans leur enfance, il assumait être amoureux de cette dernière et lui promit de l'épouser quand ils seraient plus grands. L'intéressée aime le taquiner, par exemple en lui rappelant leurs souvenirs les plus embarrassants (pour lui).
Professeur Ikeda (池田教授, Ikeda-kyōju)
Voix japonaise : Ryōtarō Okiayu (ja)
Le chef de laboratoire et superviseur homonyme.
De prime abord pacifiste et placide, pour se sentir à la hauteur des plus grands « poids lourds de la science » parmi ses contemporains il cultive aussi bien sa santé physique que son intellect : il apparaît comme une armoire à glace musculeuse, ce qui n'est pas commun selon l'idée populaire qui est faite d'un scientifique.
Amoureux inconditionnel de la science, il prend personnellement tout acte éventuel de laxisme ou de négligence de ses collègues dans leurs travaux, comme une insulte envers le domaine scientifique tout entier, ce qui peut le rendre effrayant.
Arika Yamamoto (山本亜梨華, Yamamoto Arika)
Voix japonaise : Yui Ogura
Une ancienne élève diplômée du laboratoire Ikeda et reconvertie en mangaka.
Ibarada, qui la connaissait déjà avant ses collègues, témoigne d'une certaine prudence envers elle.
Derrière ses airs affables, elle révèle à Yukimura ne reculer devant aucune méthode — même immorale — qui lui permettrait de nourrir son inspiration : ceci lui vaudra certaines inimitiés.

### Autres
Rikekuma (リケクマ)
Voix japonaise : Momo Asakura
Mascotte métaphysique de l’œuvre.
Il explique aux profanes les termes techniques et ésotériques. Pour une raison inexpliquée, il méprise l'humanité et se montre aussi pressé que maussade.
Bien qu'il n'intervienne ni dans la diégèse ni l'histoire, il apparaît souvent en qualité de mascotte dans l'adaptation animée (comme l'ours en peluche à son effigie trônant en arrière-plan dans le laboratoire Ikeda).

## Production et supports

### Bande dessinée
Rikei ga koi ni ochita no de shōmei shite mita. (理系が恋に落ちたので証明してみた。) est écrit et dessiné par Alifred Yamamoto. La série est officiellement lancée dans le webzine Comic Meteor (ja) de Flex Comix (ja) le 25 mai 2016. Un chapitre pilote a été publié le 15 mars 2016. Les chapitres sont rassemblés et édités dans le format tankōbon par Flex Comix avec le premier volume publié en novembre 2016 ; la série compte à ce jour huit volumes tankōbon.

#### Liste des volumes
| no | Japonais         | Japonais          |
| no | Date de sortie   | ISBN              |
| -- | ---------------- | ----------------- |
| 1  | 10 novembre 2016 | 978-4-593-85846-0 |
| 2  | 9 juin 2017      | 978-4-593-85861-3 |
| 3  | 26 novembre 2017 | 978-4-593-85873-6 |
| 4  | 12 juillet 2018  | 978-4-86675-018-7 |
| 5  | 12 janvier 2019  | 978-4-86675-043-9 |
| 6  | 12 juillet 2019  | 978-4-86675-068-2 |
| 7  | 11 janvier 2020  | 978-4-86675-090-3 |
| 8  | 12 mars 2020     | 978-4-86675-096-5 |

### Adaptation en prise de vues réelles
Deux adaptations en prise de vues réelles ont été annoncées par Flex Comix, le 14 février 2018,. La première est un drama, intitulé RikeKoi: Rikei ga koi ni ochita no de shōmei shite mita. (リケ恋～理系が恋に落ちたので証明してみた。～), de 4 épisodes diffusés entre le 1er et le 24 septembre 2018 servant de promotion pour le film. Il est réalisé par Masatsugu Asahi.
La deuxième adaptation est un film sorti le 1er février 2019. Il est réalisé par Masatsugu Asahi et Toshihiro Satō. Trois personnages originaux sont introduits dans le long-métrage et font partie d'un groupe appelé « Bunkei Baka » (文系バカ, litt. « Les Idiots en lettres »).

#### Distribution
| Personnage      | Acteur/Actrice,      |
| --------------- | -------------------- |
| Ayame Himuro    | Nana Asakawa         |
| Shinya Yukimura | Shun Nishime (ja)    |
| Kotoba Kanade   | Yūka Yano            |
| Ena Ibarada     | Karin Ogino (ja)     |
| Kosuke Inukai   | Tomu Fujita (ja)     |
| Yū Kannagi      | Dōri Sakurada        |
| Tōma Kurosaki   | Yūsuke Satō (lol)    |
| Renka Asahina   | Tsukushi Suzuki (ja) |

#### Liste des épisodes
| No | Titre original                                                                                     | Date de 1re diffusion |
| -- | -------------------------------------------------------------------------------------------------- | --------------------- |
| 1  | Rikei ga koi ni ochita no de ‟suki" o teigi shite mita. 理系が恋におちたので‟好き"を定義してみた。 | 1er septembre 2018    |
| 2  | Rikei ga koi ni ochita no de jikken shite mita. 理系が恋に落ちたので実験してみた。                 | 8 septembre 2018      |
| 3  | Rikei ga koi ni ochita no de Dēto shite mita. 理系が恋に落ちたのでデートしてみた。                 | 15 septembre 2018     |
| 4  | Rikei ga koi ni ochita no de Kisu shite mita. 理系が恋に落ちたのでキスしてみた。                   | 24 septembre 2018     |

#### Musique
| Format                        | Début                                  | Début      | Thème musical            | Thème musical      |
| Format                        | Titre                                  | Artiste(s) | Titre                    | Artiste(s)         |
| ----------------------------- | -------------------------------------- | ---------- | ------------------------ | ------------------ |
| Drama                         | Unexpected                             | Faith      | Liberty                  | Mecha Mecha Trunks |
| Film en prise de vues réelles | Tearin' Us Apart feat. A. Rose Jackson | JEY-J      | Wasurenaide (忘れないで) | nel                |

### Adaptation animée
Une adaptation en série télévisée d'animation a été révélée sur le Comic Meteor (ja) le 1er juillet 2017,. Elle est réalisée par Toru Kitahata au sein du studio d'animation Zero-G, accompagné de Kenta Onishi comme assistant réalisateur et de Kōichirō Natsume en tant que chef de la production, avec des scripts supervisés par Rintarō Ikeda et Michiko Yokote, des character designs fournis par Yūsuke Isōchi, qui est aussi le chef-animateur de la série, et accompagnée d'une bande originale composée par hisakuni, Shōichiro Hirata, Kaoru Ōtsuka, Shūhei Takahashi, Takuma Sogi et Yūko Takahashi,. La série est diffusée au Japon à partir du 11 janvier sur Tokyo MX et BS11, et un peu plus tard sur RNC, GTV, GYT, MBS et CTC, ; Amazon détient les droits exclusifs de diffusion en streaming de la série au Japon via son service de vidéo à la demande, Prime Video, et a sorti simultanément les 12 épisodes le 11 janvier 2020. Une projection en avant-première du premier épisode a eu lieu le 8 décembre 2019 au Science Museum Science Hall de Tokyo avec la présence de Sora Amamiya, Natsuko Hara et Nichika Omori, et dont Sora Amamiya y a interprété la version complète de sa chanson PARADOX.
Crunchyroll diffuse la série en simulcast dans le monde entier sauf en Asie sous le titre Science Fell in Love, So I Tried to Prove it, ; dans les pays européens francophones, la série est également disponible sur Anime Digital Network à partir d'avril 2020,.

#### Musique

##### Génériques
Les musiques de générique d'ouverture des première et seconde saisons, respectivement PARADOX et Love-Evidence, sont toutes deux interprétées par Sora Amamiya (voix d'Ayame Himuro).
Celle de fermeture de la première saison, Turing Love feat. Sou/Piyo (ja) (チューリングラブ feat.Sou/ピヨ), est quant à elle une collaboration entre Akari Nanawo et Sou (ja),.
Une version alternative de cette dernière avec un ensemble acoustique de Harumaki Gohan (ja), Turing Love feat. Sou/Piyo (Last Episode ver.) (チューリングラブ feat.Sou/ピヨ Last Episode ver.), est employée dans l'épisode final de la saison.
Celle de fermeture de la seconde saison, BIBITTO LOVE (ビビっとラブ), est une collaboration entre CHiCO (ja), HoneyWorks et mafumafu.

## Réception
En août 2017, la série est classée 6e dans la catégorie « Web Manga » d'après les votes pour la troisième édition des « Next Manga Awards » (次にくるマンガ大賞, Tsugini kuru manga taishō), organisé par le magazine Da Vinci de Media Factory et le site web Niconico.
Le tirage total du manga s'élève à 600 000 exemplaires.

### Annotations
1. ↑  La série est programmée pour la nuit du 10 janvier 2020 à 24 h 30, soit le 11 janvier à 0 h 30 JST.

### Sources
1. 1 2  (ja) « 理系の残念な男女が織り成すラブコメ「理系が恋に落ちたので証明してみた。」 », sur natalie.mu,‎ 16 mars 2016 (consulté le 2 décembre 2019)
2. 1 2  (ja) « 「理系が恋に落ちたので証明してみた。」2巻で、山本アリフレッド初サイン会 », sur natalie.mu,‎ 23 mai 2017 (consulté le 2 décembre 2019)
3. 1 2  (ja) « 理系の残念な男女が「好き」について考察、山本アリフレッドのラブコメ連載化 », sur natalie.mu,‎ 25 mai 2016 (consulté le 2 décembre 2019)
4. 1 2  (en) Rafael Antonio Pineda, « Rikei ga Koi ni Ochita no de Shōmei Shite Mita Manga Gets Live-Action Drama, Film : Series about scientists trying to prove their love launched in 2016 », sur Anime News Network, 8 juin 2018 (consulté le 2 décembre 2019)
5. 1 2  (en) Rafael Antonio Pineda, « Rikei ga Koi ni Ochita no de Shōmei Shite Mita Anime's Video Reveals January 10 Debut of All 12 Episodes : Amazon Prime Video streams all episodes in Japan on that day », sur Anime News Network, 19 novembre 2019 (consulté le 2 décembre 2019)
6. 1 2  (ja) « ON AIR／放送情報 », sur Site officiel (consulté le 2 décembre 2019)
7. ↑  La formule mathématique utilisée comme sous-titre stylisé de la saison, r=1-sinθ — lue normalement « le rayon est égal à un moins sinus (angle) », se lit ici par effet de style comme un signifié d'après la forme géométrique que prend visuellement sa représentation graphique.
8. ↑  (en) « Graph — r=1-sin(theta) », sur mathway.com (consulté le 22 décembre 2021)
9. 1 2  (ja) « スタッフ・キャスト STAFF & CAST », sur Site officiel (consulté le 2 décembre 2019)
10. 1 2 3 4 5 6 7 8  (ja) « アニメ「リケ恋」に内田雄馬・雨宮天出演、“好き”を理系的なアプローチで考察 », sur natalie.mu,‎ 10 juillet 2019 (consulté le 2 décembre 2019)
11. ↑  (ja) « 理系の男女が恋を考察する「理系が恋に落ちたので証明してみた。」1巻 », sur natalie.mu,‎ 12 novembre 2016 (consulté le 2 décembre 2019)
12. ↑  (ja) « 「リケ恋」8巻に豊富な特典、アニメキャスト出演の“マンガ動画”も », sur natalie.mu,‎ 12 mars 2020 (consulté le 13 mars 2020)
13. ↑  (ja) « 「理系が恋に落ちたので証明してみた。」ドラマ＆映画化！理系院生のラブコメ », sur natalie.mu,‎ 14 février 2018 (consulté le 1er décembre 2019)
14. ↑  (ja) « ドラマ「リケ恋」浅川梨奈＆西銘駿が恋に不器用な理系男女役に、9月より放送 », sur natalie.mu,‎ 11 juillet 2018 (consulté le 2 décembre 2019)
15. ↑  (ja) « 浅川梨奈×西銘駿「リケ恋」劇場版の新キャストに桜田通、佐藤友祐、鈴木つく詩 », sur natalie.mu,‎ 23 septembre 2018 (consulté le 2 décembre 2019)
16. ↑  (en) Karen Ressler, « Live-Action RikeKoi Film Unveils Original Characters, February 1 Premiere Date : Theme song artists unveiled for film based on Alifred Yamamoto's manga », sur Anime News Network, 24 septembre 2018 (consulté le 2 décembre 2019)
17. ↑  (en) Karen Ressler, « Live-Action RikeKoi Film Unveils Original Characters, February 1 Premiere Date : Theme song artists unveiled for film based on Alifred Yamamoto's manga », sur Anime News Network, 24 septembre 2018 (consulté le 21 mai 2019)
18. ↑  (ja) « 映画「かぐや様」に浅川梨奈や佐藤二朗ら6名、赤坂アカ「◎のキャスティング」 », sur natalie.mu,‎ 21 mai 2019 (consulté le 21 mai 2019)
19. 1 2  (en) Rafael Antonio Pineda, « Rikei ga Koi ni Ochita no de Shōmei Shite Mita Manga Gets TV Anime : Manga about scientists proving their love inspired live-action show in September, film on February 1 », sur Anime News Network, 8 janvier 2019 (consulté le 2 décembre 2019)
20. ↑  (ja) « 理系男女のラブコメ「理系が恋に落ちたので証明してみた。」TVアニメ化 », sur natalie.mu,‎ 8 janvier 2019 (consulté le 2 décembre 2019)
21. ↑  (en) Rafael Antonio Pineda, « Rikei ga Koi ni Ochita no de Shōmei Shite Mita TV Anime Reveals Cast, Staff, 2020 Premiere : Yūma Uchida, Sora Amamiya star in Zero-G anime about scientists proving their love », sur Anime News Network, 9 juillet 2019 (consulté le 2 décembre 2019)
22. ↑  (ja) « 「リケ恋」リケクマがストーリー紹介するPV、アマプラでは全話を一気に配信 », sur natalie.mu,‎ 12 juillet 2018 (consulté le 2 décembre 2019)
23. ↑  (en) Rafael Antonio Pineda, « Sora Amamiya Sings Rikei ga Koi ni Ochita no de Shōmei Shite Mita Anime's Opening Theme : Amamiya performs "PARADOX" song, also voices lead for January 2020 anime », sur Anime News Network, 9 juillet 2019 (consulté le 2 décembre 2019)
24. ↑  (en) Alex Mateo, « Crunchyroll to Stream Oda Cinnamon Nobunaga, Keep Your Hands Off Eizouken!, 'Science Fell in Love, So I Tried to Prove it,' More Anime : Also: Seton Academy: Welcome to the Pack, Haikyu!! To The Top », sur Anime News Network, 20 décembre 2019 (consulté le 17 janvier 2020)
25. ↑  GoToon, « ANNONCE : quatre nouveautés à suivre cet hiver en simulcast sur Crunchyroll : Du Yuasa, de l'amour, une meute et des chiens ! », sur Anime News Network, 20 décembre 2019 (consulté le 17 janvier 2020)
26. ↑  (en) « Le planning d'ADN en avril: Food Wars! saison 5 en simulcast, et plusieurs animes en plus dans le catalogue », sur manga-news.com, 2 avril 2020 (consulté le 3 avril 2020)
27. ↑  Eloïse, « Prêts à déguster les séries ADN ? », sur Anime Digital Network, 31 mars 2020 (consulté le 3 avril 2020)
28. ↑  (ja) « 雨宮天がアニメ「リケ恋」OPテーマを担当、シングルは年明けに », sur natalie.mu,‎ 13 novembre 2019 (consulté le 2 décembre 2019)
29. ↑  (ja) « ナナヲアカリ×Souのデュエットソング「チューリングラブ」がアニメ「リケ恋」EDに決定 », sur natalie.mu,‎ 12 juillet 2018 (consulté le 2 décembre 2019)
30. ↑  (ja) « 「次にくるマンガ大賞」発表会、上位入賞者による記念イラストも公開 », sur natalie.mu,‎ 23 août 2017 (consulté le 2 décembre 2019)

### Œuvres
Édition japonaise
1. 1 2  (ja) « 理系が恋に落ちたので証明してみた。１ », sur amazon.co.jp (consulté le 2 décembre 2019)
2. 1 2  (ja) « 理系が恋に落ちたので証明してみた。２ », sur amazon.co.jp (consulté le 2 décembre 2019)
3. 1 2  (ja) « 理系が恋に落ちたので証明してみた。３ », sur amazon.co.jp (consulté le 2 décembre 2019)
4. 1 2  (ja) « 理系が恋に落ちたので証明してみた。４ », sur amazon.co.jp (consulté le 2 décembre 2019)
5. 1 2  (ja) « 理系が恋に落ちたので証明してみた。５ », sur amazon.co.jp (consulté le 2 décembre 2019)
6. 1 2  (ja) « 理系が恋に落ちたので証明してみた。６ », sur amazon.co.jp (consulté le 2 décembre 2019)
7. 1 2  (ja) « 理系が恋に落ちたので証明してみた。７ », sur amazon.co.jp (consulté le 2 décembre 2019)
8. 1 2  (ja) « 理系が恋に落ちたので証明してみた。８ », sur amazon.co.jp (consulté le 13 mars 2020)